# Liste der Fernstraßen in Kasachstan
Diese Liste zeigt die Fernstraßen in Kasachstan auf.

## Systematik
Die Fernstraßen gesamtstaatlicher („republikanischer“) Bedeutung sind in drei Gruppen unterteilt, deren Bezeichnungen sich durch einen Kennbuchstaben unterscheiden:
- М – internationale Fernstraßen; deren Bezeichnungen und Kilometrierung wurde vom Fernstraßennetz der Sowjetunion beibehalten
- A – Fernstraßen zwischen den wichtigsten Verwaltungs-, Kultur- und Wirtschaftszentren Kasachstans und der Nachbarstaaten sowie Straßen militärstrategischer Bedeutung
- R (kyrillisch Р) – sonstige (regionale) Fernstraßen gesamtstaatlicher Bedeutung

Straßen lokaler Bedeutung sind den Gebieten Kasachstans zugeordnet und tragen den Kennbuchstaben K, gefolgt von einem Buchstaben, der auf das entsprechende Gebiet verweist (siehe #Kennzeichnung lokaler Straßen).

## Internationale Fernstraßen
| Kurz | Name | Verlauf                                                                                | Länge   |
| ---- | ---- | -------------------------------------------------------------------------------------- | ------- |
| M32  | M32  | Grenze zu Russland – Oral – Aqtöbe – Qysylorda – Schymkent                             | 2029 km |
| M36  | M36  | Grenze zu Russland – Qostanai – Astana – Qaraghandy – Almaty                           | 2032 km |
| M38  | M38  | Grenze zu Russland – Pawlodar – Semei – Maikapschagai – Grenze zur Volksrepublik China | 1099 km |
| M51  | M51  | Grenze zu Russland – Petropawl – Grenze zu Russland                                    | 220 km  |

## Fernstraßen
| Kurz | Name | Verlauf                                                                                          | Länge   |
| ---- | ---- | ------------------------------------------------------------------------------------------------ | ------- |
| A1   | A1   | Astana – Kökschetau – Petropawl                                                                  | 452 km  |
| A2   | A2   | Grenze zu Usbekistan – Schymkent – Taras – Almaty – Grenze zur Volksrepublik China (weiter als ) | 350 km  |
| A3   | A3   | Almaty – Öskemen                                                                                 | 1036 km |
| A4   | A4   | Almaty – Usynaghasch – Grenze zu Kirgisistan                                                     | 132 km  |
| A5   | A5   | Aqsai – Qolschat – Grenze zur Volksrepublik China                                                | 160 km  |
| A6   | A6   | Kökpek – Kegen – Grenze zu Kirgisistan                                                           | 115 km  |
| A7   | A7   | Üscharal – Dostyk                                                                                | 184 km  |
| A8   | A8   | Taskesken – Baqty – Grenze zur Volksrepublik China                                               | 187 km  |
| A9   | A9   | Öskemen – Ridder – Grenze zu Russland                                                            | 167 km  |
| A10  | A10  | Öskemen – Schemonaicha – Grenze zu Russland                                                      | 120 km  |
| A11  | A11  | Semei – Grenze zu Russland                                                                       | 111 km  |
| A12  | A12  | Petropawl – Sokolowka – Grenze zu Russland                                                       | 62 km   |
| A13  | A13  | Kökschetau – Kischkeneköl – Grenze zu Russland                                                   | 278 km  |
| A14  | A14  | Taras – Grenze zu Kirgisistan                                                                    | 14 km   |
| A15  | A15  | Schibek Scholy – Schetissai – Grenze zu Usbekistan                                               | 150 km  |
| A16  | A16  | Schesqasghan – Petropawl                                                                         | 940 km  |
| A17  | A17  | Qysylorda – Pawlodar – Uspenka – Grenze zu Russland                                              | 1509 km |
| A18  | A18  | Pawlodar – Scharbaqty – Grenze zu Russland                                                       | 122 km  |
| A19  | A19  | Terengköl – Michailowka – Grenze zu Russland                                                     | 108 km  |
| A20  | A20  | Temirtau – Ajagös – Tarbaghatai – M38 (Bugas)                                                    | 921 km  |
| A21  | A21  | Mamljut – Qostanai                                                                               | 398 km  |
| A22  | A22  | Qarabutaq – Komsomol – Denissowka – Rudny – Qostanai                                             | 551 km  |
| A23  | A23  | Denissowka – Schitiqara – Müktiköl – Grenze zu Russland                                          | 142 km  |
| A24  | A24  | Aqtöbe – Märtök – Grenze zu Russland                                                             | 105 km  |
| A25  | A25  | Aqtöbe – Älimbet – Grenze zu Russland                                                            | 127 km  |
| A26  | A26  | Qandyaghasch – Jembi – Schalqar – Yrghys                                                         | 401 km  |
| A27  | A27  | Aqtöbe – Qandyaghasch – Atyrau – Grenze zu Russland                                              | 871 km  |
| A28  | A28  | Oral – Atyrau                                                                                    | 487 km  |
| A29  | A29  | Oral – Tasqala – Grenze zu Russland                                                              | 100 km  |
| A30  | A30  | Podstepnoje – Fjodorowka – Grenze zu Russland                                                    | 144 km  |
| A31  | A31  | Tschapajew – Schalpaqtal – Kastalowka – Grenze zu Russland                                       | 213 km  |
| A32  | A32  | Oral – Tjoploje – Grenze zu Russland                                                             | 28 km   |
| A33  | A33  | Dossor – Qulsary – Beineu – Schetpe – Schetibai – Aqtau                                          | 798 km  |
| A34  | A34  | Schetibai – Schangaösen – Fetissowo – Grenze zu Turkmenistan                                     | 237 km  |
| A35  | A35  | Aqtau – Quryq                                                                                    | 59 km   |
| A36  | A36  | Quryq – Schetibai                                                                                | 64 km   |

## Kennzeichnung lokaler Straßen
In den Bezeichnungen lokaler Straßen folgt dem Kennbuchstaben K einer der unten aufgeführten Buchstaben bzw. Zahlen für das Gebiet, in dem sich die Straße befindet.
| Gebiet         | Alter Kennbuchstabe | Neue Kennzahl |
| -------------- | ------------------- | ------------- |
| Almaty         | A                   | 02            |
| Almatygebiet   | B                   | 05            |
| Astana         | Z                   | 01            |
| Aqmola gebiet  | C                   | 03            |
| Aqtöbe         | D                   | 04            |
| Atyrau         | E                   | 06            |
| Mangghystau    | R                   | 12            |
| Nordkasachstan | T                   | 15            |
| Ostkasachstan  | F                   | 16            |
| Pawlodar       | S                   | 14            |
| Qaraghandy     | M                   | 09            |
| Qostanai       | P                   | 10            |
| Qysylorda      | N                   | 11            |
| Schambyl       | H                   | 08            |
| Türkistan      | X                   | 13            |
| Westkasachstan | L                   | 07            |